# Richard Whittington
Richard Whittington (Pauntley, 1354 circa – Londra, marzo 1423) è stato un politico, mercante e benefattore inglese del tardo Medioevo.

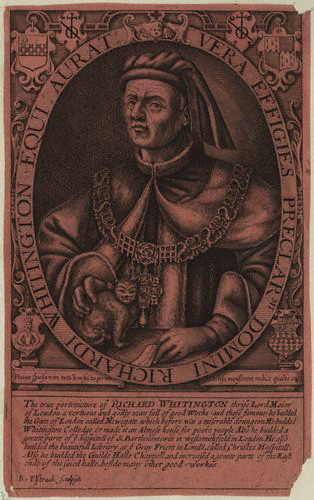
Vera Effigies o "True Portaicture" di Richard Whittington, incisa da Reginald Elstrack (1570 – dopo 1625).

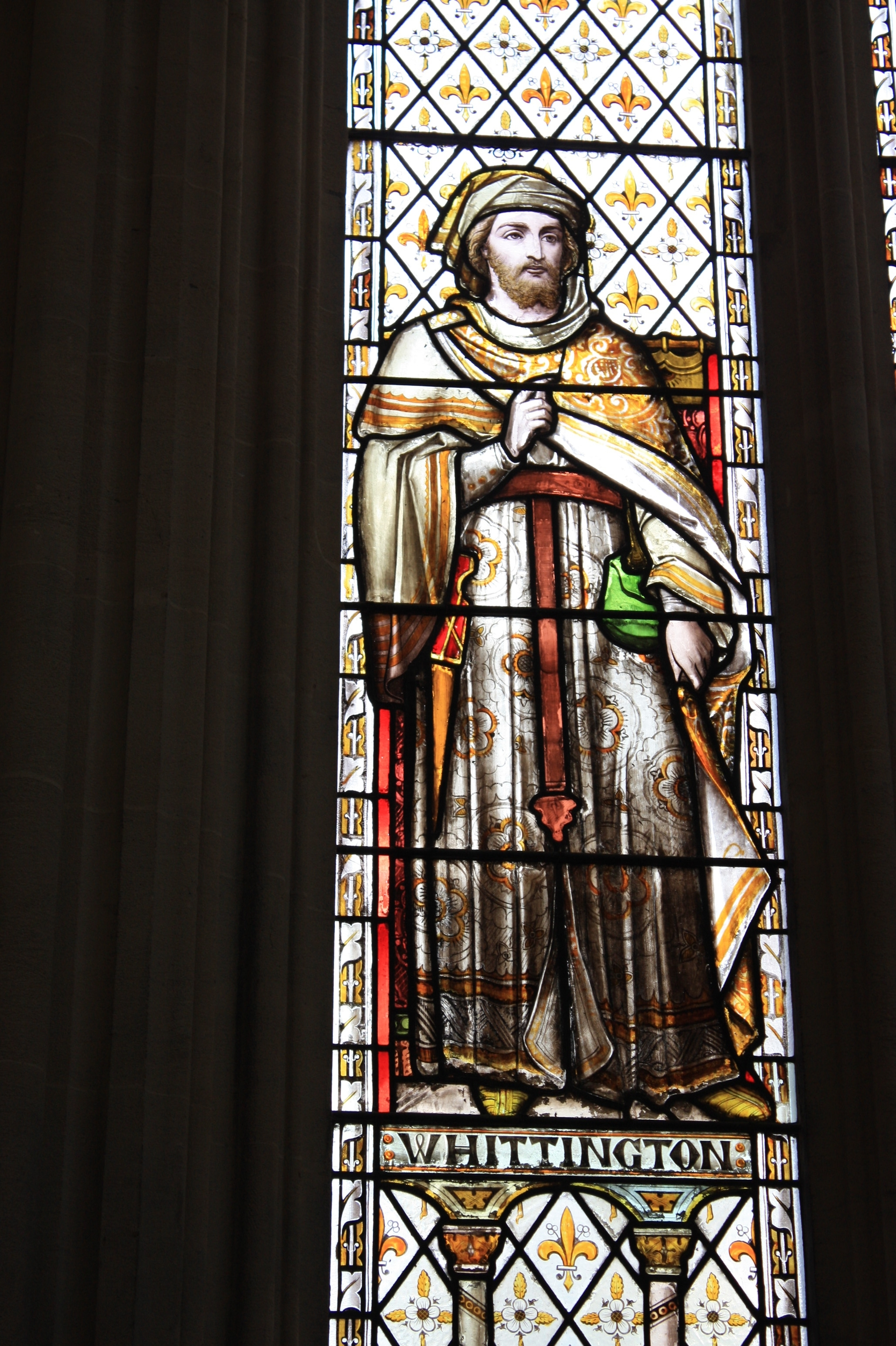
Dick Whittington ritratto nella vetrata di Guildhall a Londra

Fu anche l'ispiratore del racconto popolare inglese Dick Whittington and His Cat. Fu quattro volte Lord Mayor di Londra, membro del parlamento e sceriffo di Londra. Nella sua vita finanziò una serie di progetti pubblici, come i sistemi di drenaggio nelle zone povere della Londra medievale e un reparto ospedaliero per madri non sposate. Lasciò in eredità la sua fortuna per creare la Carità di Sir Richard Whittington che, quasi 600 anni dopo, continua ad assistere le persone bisognose.

## Biografia
Nacque a Pauntley nel Gloucestershire in Inghilterra, anche se la famiglia era originaria di Kinver nello Staffordshire, dove suo nonno, Sir William de Whittington, era stato un cavaliere. La sua data di nascita è variamente fissata negli anni 1350 e quella di morte a Londra nel marzo 1423. Egli, era un figlio minore e quindi non avrebbe ereditato le proprietà di suo padre come poteva aspettarsi il primogenito. Di conseguenza venne inviato nella Città di Londra per apprendere il commercio. Divenne un commerciante di successo, realizzando preziose importazioni di sete e velluti, entrambi tessuti di lusso, molti dei quali venduti alla corte reale e ai nobili di corte dal 1388 circa. Vi sono prove indirette che fu anche un importante esportatore in Europa della molto ricercata lana inglese. Dal 1392 al 1394 vendette merci a  Riccardo II per un valore di 3.500 sterline (equivalenti a più di 1,5 milioni di oggi). Nel 1388 iniziò anche a prestare denaro, preferendo questo alla ostentazione di ricchezza come l'acquisto di proprietà. Nel 1397 prestò anche ingenti somme di denaro al re.
Nel 1384 Whittington divenne un consigliere comunale e nel 1392 fece parte di una delegazione della città che chiese al re, a Nottingham, la restituzione delle terre della città di Londra requisite a causa di presunti malgoverni. Nel 1393 era diventato un aldermanno e fu nominato  Sceriffo dal sindaco in carica, William Staundone, diventando inoltre membro della Mercers' Company. Quando Adam Bamme, mayor di Londra, morì nel giugno 1397, Whittington venne imposto dal re come Lord Mayor due giorni dopo la morte del suo predecessore per impedire la vacanza con effetto immediato. Nel giro di pochi giorni Whittington aveva negoziato con il Re un accordo con cui la città riacquistava le sue libertà per 10.000 sterline (quasi 4 milioni di sterline di oggi). Venne eletto Mayor, il 13 ottobre 1397, dalla folla plaudente della città.
La deposizione di Riccardo II, nel 1399, non influenzò Whittington e si ritiene che avesse semplicemente acconsentito al colpo di Stato, guidato da  Bolingbroke. Whittington prestò a lungo denaro al nuovo re,  Enrico IV, e a membri di spicco dell'élite dei proprietari terrieri e quindi i suoi affari continuarono semplicemente come prima. Fu eletto sindaco di nuovo nel 1406, e durante il 1407 fu contemporaneamente sindaco sia a Londra che a Calais e poi ancora nel 1419. Nel 1416, divenne Membro del Parlamento per la città di Londra, ed ebbe influenza anche sul figlio di Enrico IV, Enrico V, al quale prestò grandi somme di denaro e dal quale venne inserito in numerose commissioni reali. Ad esempio, Enrico V gli chiese di supervisionare le spese per completare l'Abbazia di Westminster. Nonostante fosse un prestatore di denaro egli stesso era sufficientemente fidato e rispettato da sedere come giudice nei processi di usura nel 1421. Whittington raccolse anche introiti  sull'importazione. Vinse una lunga disputa con la Worshipful Company of Brewers (Compagnia dei birrai) su prezzi standard e misure di birra.

## Benefattore
Nel corso della sua vita donò gran parte dei suoi profitti alla città e lasciò ulteriori somme nel suo testamento. Finanziò: 
- la ricostruzione di Guildhall
- un reparto per madri non sposate al St Thomas' Hospital
- sistemi di drenaggio per le aree circostanti Billingsgate e Cripplegate
- la ricostruzione della sua parrocchia, St Michael Paternoster Royal
- un servizio di 128 bagni pubblici, chiamato Whittington's Longhouse, nella parrocchia di St Martin Vintry che veniva pulito dall'alta marea del Tamigi
- gran parte della biblioteca di Greyfriars

Fornì alloggio ai suoi apprendisti a casa sua. Approvò una legge che proibiva il lavaggio delle pelli di animali da parte di apprendisti nel Tamigi in condizioni di tempo freddo e umido perché molti giovani ragazzi erano morti per ipotermia o affogati nelle forti correnti del fiume.

## Morte
Whittington morì nel marzo 1423. Nel 1402 (all'età di 48 anni) aveva sposato Alice, figlia di Sir Ivo FitzWarin (o Fitzwarren) di Wantage nello Berkshire (ora Oxfordshire), che morì nel 1411. Essi non ebbero figli. Fu tumulato nella St Michael Paternoster Royal, alla quale aveva donato grandi somme nel corso della sua vita. La tomba è ora persa, e il gatto mummificato trovato nella torre della chiesa nel 1949, durante una ricerca della sua tomba, risale probabilmente al momento del restauro di  Wren.
In assenza di eredi, Whittington lasciò 7.000 sterline in beneficenza, una grossa somma al giorno d'oggi, equivalente a circa 3 milioni di sterline. Parte di essa venne utilizzata per: 
- ricostruire la Newgate Prison e Newgate e la sistemazione per gli sceriffi e il registratore che era il precursore di quello di Old Bailey
- costruzione della prima biblioteca a Guildhall (la fondazione della Guildhall Library)
- riparazioni al St Bartholomew's Hospital
- la creazione del suo "college", e l'ospedale originariamente a St Michael's
- installazione delle prime fontanelle pubbliche con acqua da bere